# Inge Wettig-Danielmeier

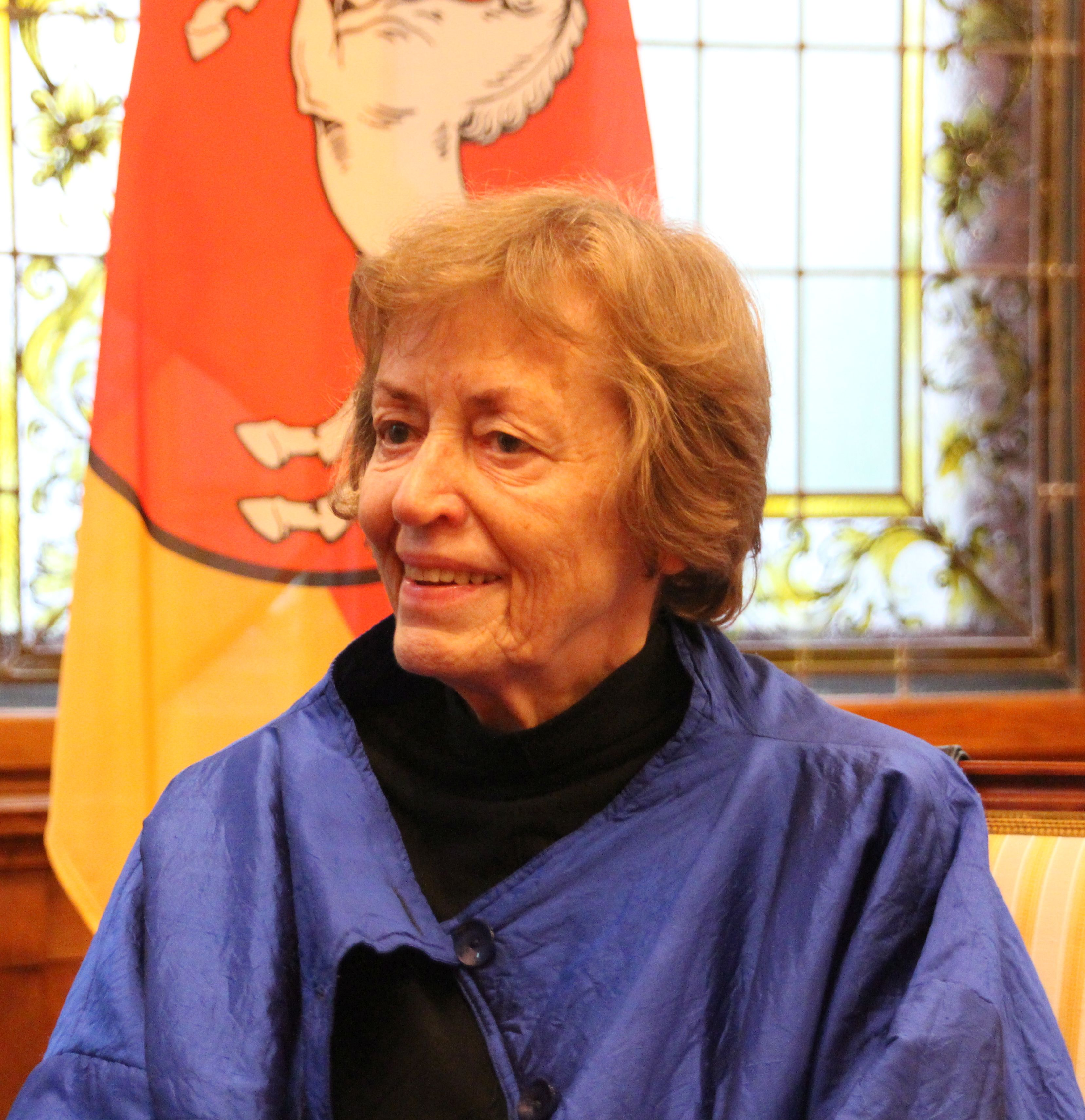
Inge Wettig-Danielmeier (2017)

Inge Wettig-Danielmeier, geb. Danielmeier (* 1. Oktober 1936 in Heilbronn), ist eine deutsche Politikerin. Sie war von 1990 bis 2005 Mitglied des Deutschen Bundestags und von 1991 bis 2007 Bundesschatzmeisterin der SPD.

## Leben und Leistungen

### Ausbildung und berufliche Tätigkeiten
Nach dem Besuch der Mittelschule in Einbeck und der Höheren Handelsschule in Göttingen absolvierte sie eine Ausbildung zur Auslandskorrespondentin und Dolmetscherin für Englisch und Spanisch. Sie war dann als Auslandskorrespondentin im Importhandel in Hamburg tätig.
1960 bestand sie das Abitur am Propädeutikum der Hochschule für Sozialwissenschaften in Wilhelmshaven und nahm dort anschließend das Studium der Sozialwissenschaften auf, das sie am Antioch College, Yellow Springs in Ohio und in Göttingen fortsetzte. 1966 beendete sie ihr Studium als Diplom-Sozialwirtin und arbeitete als wissenschaftliche Mitarbeiterin am Institut für Arbeits- und Sozialrecht, später am Seminar für die Wissenschaft von der Politik der Universität Göttingen.

### Politische Betätigung
Seit 1959 ist Inge Wettig-Danielmeier Mitglied der SPD. Dem Parteivorstand gehörte sie von 1982 bis 2007 an. Von 1981 bis 1992 war sie Bundesvorsitzende der Arbeitsgemeinschaft Sozialdemokratischer Frauen (ASF) und von 1982 bis 1992 auch Vorsitzende der Kommission für Bildungspolitik beim SPD-Parteivorstand. Von 1991 bis 2007 war sie Bundesschatzmeisterin der SPD. Bis 2017 war sie Vorsitzende des Treuhand-Aufsichtsrates der SPD.
Inge Wettig-Danielmeier gehörte von 1968 bis 1973 dem Kreistag des Landkreises Göttingen und von 1972 bis 1990 dem Landtag von Niedersachsen an.
Von 1990 bis 2005 war sie Mitglied des Deutschen Bundestages.
1990 und 1994 ist sie über die Landesliste Niedersachsen und danach als direkt gewählte Abgeordnete des Wahlkreises Göttingen in den Bundestag eingezogen.
Als Bundesschatzmeisterin der SPD war Inge Wettig-Danielmeier Generaltreuhänderin für die Sozialdemokratische Partei Deutschlands. Als solche war sie Gesellschafterin der Deutschen Druck- und Verlagsgesellschaft mbH (DDVG) und der Konzentration GmbH. In ihre Amtszeit fiel die Restitution des SPD-Vermögens in der ehemaligen DDR, insbesondere Immobilien, die nach ihrer Sanierung meist im Eigentum der SPD verblieben. Sie war Bauherrin der neuen SPD-Bundeszentrale (Willy-Brandt-Haus) in Berlin. Der Unternehmensbereich der SPD wurde unter ihrer Leitung sowohl bei den Medienbeteiligungen als auch bei den Immobilien ausgebaut und konsolidiert.

### Sonstiges
Inge Wettig-Danielmeier ist mit dem Politiker und Autor Klaus Wettig verheiratet. Das Paar hat drei Töchter, darunter die Publizistin Hannah Wettig.

## Veröffentlichungen
- Inge Wettig-Danielmeier, Katharina Oerder: Feminismus – und morgen? Vorwärts, Berlin 2011, ISBN 978-3-86602-926-2.
- Inge Wettig-Danielmeier, Matthias Linnekugel, Klaus Wettig: Handbuch zur Parteienfinanzierung. Dritte, erweiterte Auflage. Vorwärts, Berlin 2005, ISBN 3-86602-925-X.
- Frauensachen. Über die Gleichstellung der Frauen. Aufsätze, Reden, Materialien. Schüren, Marburg 1995, ISBN 3-89472-116-2.
- Greift die Quote? Stadtwege-Verlag, Köln 1997, ISBN 3-930446-16-2.
- Inge Wettig-Danielmeier, Andrea Römmele: Frauen im Niedersächsischen Landtag. Präsident des Niedersächsischen Landtages, Hannover 1997.